# Saint-Cosme-en-Vairais
Saint-Cosme-en-Vairais – miejscowość i gmina we Francji, w regionie Kraj Loary, w departamencie Sarthe.
Według danych na rok 1990 gminę zamieszkiwały 1 903 osoby, a gęstość zaludnienia wynosiła 58 osób/km² (wśród 1504 gmin Kraju Loary, Saint-Cosme-en-Vairais plasuje się na 316. miejscu pod względem liczby ludności, natomiast pod względem powierzchni na miejscu 240.).